# Moorleiche Bremervörde FStNr. 98

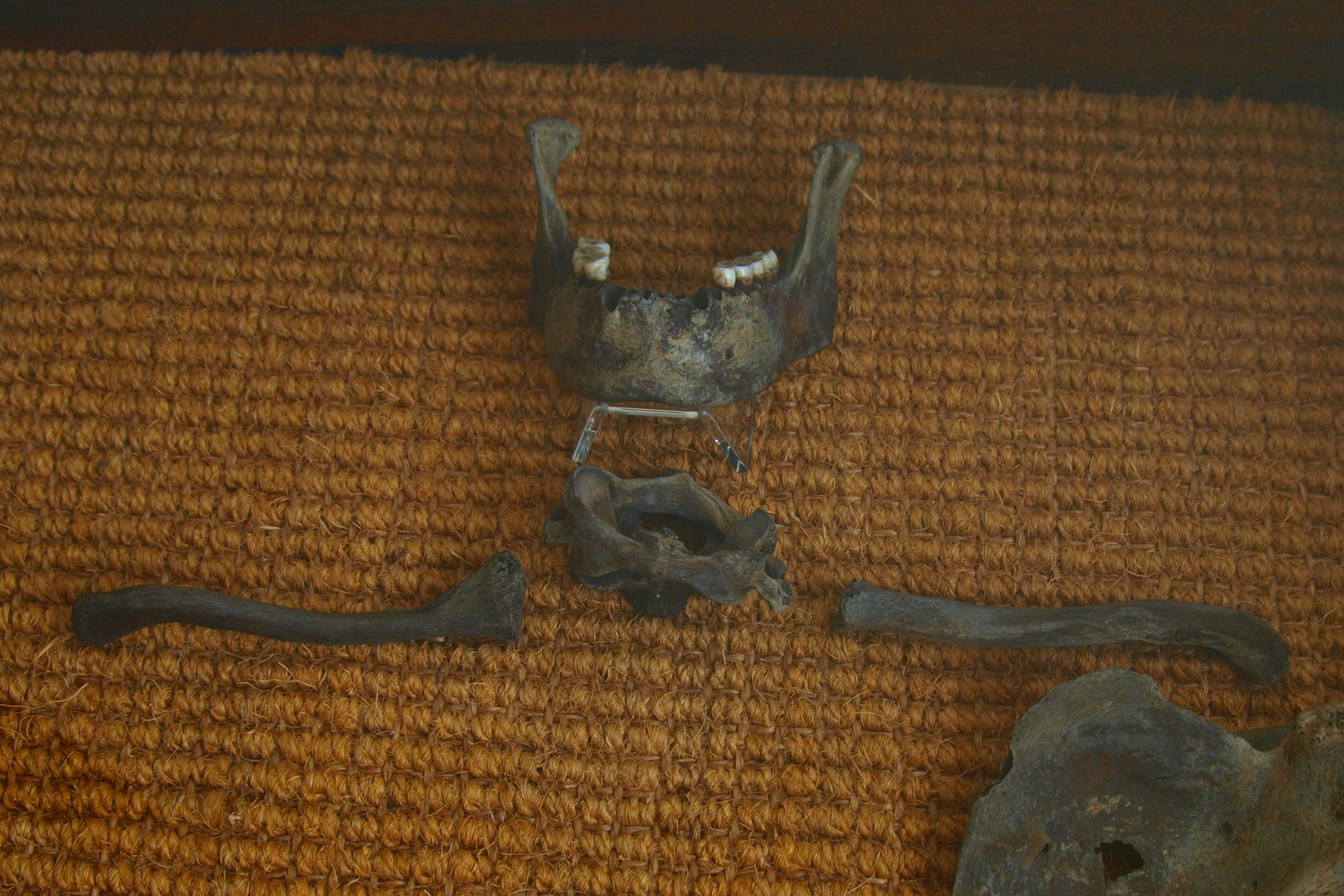
Unterkiefer und Schlüsselbeine

Die Moorleiche Bremervörde Fundstelle-Nr. 98 (auch Moorleiche aus Bremervörde Gnattenbergswiesen oder Moorleiche von Niedermoortorf) ist eine Moorleiche aus dem 7. Jahrhundert, die 1934 bei Deichbauarbeiten zum Schwinge-Oste-Kanal bei Bremervörde im niedersächsischen Landkreis Rotenburg (Wümme) gefunden wurde. Die Überreste der skelettierten Moorleiche werden im Bachmann-Museum auf Schloss Bremervörde gezeigt.

## Fundgeschichte
Die Fundstelle lag auf den Gnattenbergswiesen nahe der Gemarkung Lilienberg an der ehemaligen Elmer Beck, dem heutigen Schwinge-Oste-Kanal. Ende September 1934 stießen die beiden Arbeiter des Freiwilligen Arbeitsdienstes Holste und Mordzinski bei Deichbauarbeiten zum Schwinge-Oste-Kanal auf die etwa einen Meter vom Kanalufer entfernt liegenden Knochen. Kreisbaumeister Freter meldete den Fund dem ehrenamtlichen Kulturdenkmalpfleger August Bachmann. Dieser leitete die Fundmeldung telefonisch an den Biologen Reinhold Tüxen und schriftlich an Hermann Schroller, dem Kustos des Provinzialmuseums Hannover, weiter. Bachmann traf am 2. Oktober an der Fundstelle ein, wo der die Knochen bereits vollständig freigelegt vorfand. Da der von Schroller für den 20. Oktober angekündigte Besuch der Fundstelle nicht zustande kam, wurde der Fund von Bachmann geborgen und dokumentiert. Am 29. Februar 1936 publizierte Bachmann erstmals den Fund.
Fundort: 53° 30′ 11,9″ N, 9° 10′ 21,2″ O

## Befunde
An der Fundstelle bestand der Boden aus einer Schicht dunklen Torfes, darüber lag eine 30 cm starke Schicht mit einem hohen Raseneisensteinanteil, gefolgt von einer fünf bis sechs Zentimeter mächtigen, reinen Raseneisensteinschicht, darüber eine etwa 40 cm mächtige Niedermoorschicht direkt unter der Humusschicht. Die Leiche lag parallel zum Oste-Schwinge-Kanal mit dem Kopf in Richtung Norden in einer Tiefe von etwa 130 bis 150 cm unterhalb der Oberfläche in der Schicht dunklen Torfes unter der Raseneisensteinschicht. Reste von Kleidung oder anderer persönlicher Gegenstände wurden nach Angaben der Arbeiter nicht bei der Leiche gefunden.

### Anthropologische Befunde
Von der Leiche liegt lediglich ein unvollständiges Skelett vor. Die erhaltenen Teile sind der Unterkiefer mit den Backenzähnen (Zahnformel beidseitig P2, M1, M2 und M3), beide Schlüsselbeine, das rechte Schulterblatt mit Oberarmknochen, beide Ellen und Speichen, die rechte Beckenschaufel, der Linke Oberschenkelknochen sowie beide Schien-, Wadenbeine und Sprungbeine. Von der Wirbelsäule liegen die Halswirbel C1 und C2, die Brustwirbel Th4 und Th8 und die Lendenwirbel L3 und L4, sowie ein Kreuzbeinfragment vor. Die Knochen sind von schiefergrauer Farbe und weisen nahezu blanke Oberflächen mit wenigen Verwitterungs- und Kratzspuren auf. Ein Großteil der Kratz- und Schnittmarken lassen sich auf die unsachgemäße Ausgrabung durch Laien und auf die anschließende Präparierung zurückführen. Spuren von Tierfraß oder Beschädigungen durch Pflanzenwurzeln waren nicht feststellbar, ebenso wiesen die vorliegenden Skelettteile keine Anzeichen von Gewalteinwirkung auf, die im Zusammenhang mit dem Tod stehen könnten.
Die Geschlechtsbestimmung erfolgte aufgrund charakteristischer Knochenmerkmale. Beckenschaufel und Unterkiefer sprechen eher für ein männliches Individuum, jedoch liegen die Daten innerhalb der normalen Überschneidungsbereiche beider Geschlechter. Dagegen sprechen alle übrigen Knochen aufgrund ihres grazilen Aufbaues und der zarteren Muskelansatzmarken eher für ein weibliches Individuum. Insgesamt wird in der Leiche eine Frau mit einer Körpergröße von etwa 160 bis 165 cm angenommen. Ihr Lebensalter wird aufgrund von Degenerationsmarken im Bereich des Schambeines, dem deutlichen Zahnabrieb sowie Verschleißerscheinungen an Wirbeln und Gelenken auf etwa 40 Jahre geschätzt. Die Frau litt an einer chronischen, jedoch nicht entzündlichen Parodontose, die Wurzeln beider Backenzähne M2 weisen eine leichte Karies und der rechte Weisheitszahn eine Zahnschmelzkaries auf. Der Oberschenkelkopf und die erhaltene Gelenkpfanne zeigten Anzeichen einer beginnenden Hüftgelenksarthrose.

### Datierung
Nach der Auffindung wurde die Moorleiche aufgrund der von den Arbeitern beschriebenen Fundschicht im Moor unterhalb der Raseneisenerzschicht in die ältere Bronzezeit datiert. Eine pollenanalytische Datierung durch Botaniker des Provinzialmuseums Hannover kam nicht zustande. Eine 2010 durchgeführte naturwissenschaftliche Datierung des Fundes mittels 14C-AMS-Datierung einiger Knochenproben am Isotopenlabor der Universität Erlangen ergab eine kalibrierte Datierung in die Zeit um 634–689 nach Chr.

## Deutung
Aus den vorliegenden Skelettteilen ließ sich eine Todesursache nicht eindeutig ermitteln; weder eine gewaltsame Tötung noch eine natürliche Todesursache oder ein Unfall lassen sich definitiv bestätigen oder ausschließen. Die Verwitterungsspuren auf den Knochenoberflächen deuten an, dass die Leiche eine Zeit lang der Luft ausgesetzt war, wo kurzzeitig ein Verwesungsprozess wirkte, bevor sie endgültig im feuchten Milieu lagerte. Die Lage der Leiche entlang der Flussrichtung, sowie die fehlenden Skelettteile deuten an, dass der Körper möglicherweise bei Hochwasser der Oste angetrieben wurde, hier einige Zeit oberhalb der Wasseroberfläche lag und allmählich im Ufersediment eingebettet wurde, wo der Körper unter Luftabschluss konservierte. Die Erhaltung der Knochen bei gleichzeitigem Verlust der Weichteile ist auf die Niedermoorbildung und den kalkhaltigen Boden an der Fundstelle zurückzuführen, die einen Abbau des Knochenmaterials verhindert. Die fehlenden Körperteile und Knochen sind möglicherweise durch die Flussströmung fortgetrieben worden.